# Колос Михайло Іванович
Михайло Іванович Колос (народився в 1953 р. у селі Білопіль Шепетівського району Хмельницької області) — доктор юридичних наук, доцент, суддя Конституційного Суду України (звільнений парламентом за порушення присяги), заслужений юрист України.

## Освіта
У 1981 році з відзнакою закінчив юридичний факультет Київського державного університету імені Т. Г. Шевченка. В 1993 році там само захистив дисертацію на тему «Правове регулювання карально-виховних заходів і забезпечення законності їх здійснення у виправно-трудових колоніях», кандидат юридичних наук, доцент. Наразі продовжує наукові дослідження у галузі кримінального права.

## Кар'єра
Займав посаду помічника, старшого помічника прокурора міста Шепетівки Хмельницької області, прокурора відділу загального нагляду прокуратури Хмельницької області, прокурора прокуратури по нагляду за додержанням законів у виправно-трудових установах Хмельницької області. Згодом працював членом Хмельницької обласної колегії адвокатів та приватно практикуючим адвокатом у містах Полонне, Шепетівка; членом Вищої кваліфікаційної комісії адвокатури при Кабінеті Міністрів України (1999—2002 роки); помічником, консультантом народних депутатів України та Голови Верховної Ради України (1992—1994, 2003—2006 роки).
4 серпня 2006 року обраний Верховною Радою України суддею Конституційного Суду України.

## Суддівська діяльність
30 вересня 2010 року Колос Михайло Іванович голосував за Відновлення дії Конституції України в редакції 1996 року шляхом прийняття рішення Конституційного суду України у справі про дотримання процедури внесення змін до Конституції від 8 грудня 2004 року.
Достроково припинив повноваження та звільнений з посади судді Конституційного Суду України за порушення присяги згідно з постановою Верховної Ради України від 24 лютого 2014 року «Про реагування на факти порушення суддями Конституційного Суду України присяги судді».

## Науково-педагогічна діяльність
Співорганізатор правничого факультету у Національному університеті «Острозька академія», де працював з 21 травня 1996 року на посадах доцента, завідувача кафедри спеціальних юридичних дисциплін. Нині за сумісництвом викладає курс «Кримінальне право України. Загальна частина» і проводить наукові дослідження в Інституті права ім. І. Малиновського Національного університету «Острозька академія». Крім того, очолює постійну комісію Конституційного Суду України з питань наукового та інформаційного забезпечення. Є автором низки наукових праць в галузі теорії, історії кримінального права, кримінального процесу, кримінально-виконавчого права, конституційного права, філософії права.
Основні науково-методичні і наукові праці:
- Кримінальне право України. Загальна частина: навчальний посібник. — К. : Атіка, 2007. — 608 с.;
- Кримінальне право в Україні (Х — поч. ХХІ ст.): моногр. [у 2 т.]. — К., Острог, 2011. — Т. 1 : Освіта, наука, законодавство. — 448 с., Т. 2 : Бібліографія. — 640 с.;
- Правова доктрина України: у 5 т. — Х. : Право, 2013. — Т. 5 : Кримінально-правові науки в Україні: стан, проблеми та шляхи розвитку / за заг. ред. В. Я. Тація, В. І. Борисова. — 1238 с. (у співавторстві).